# Ohrdecken
Als Ohrdecken oder Ohrdeckfedern wird eine Gefiederpartie bei den meisten Vögeln bezeichnet, die sich an der Kopfseite schräg hinter, bzw. unter dem Auge befindet. Es handelt sich um umgebildete Konturfedern, die den äußeren Gehörgang umgeben. Sie schützen das Ohr, verringern während des Fluges den Luftwiderstand und die Windgeräusche, verbessern aber auch die Aufnahme des Schalls. Bei einigen Vogelgruppen wie den Geiern oder den Laufvögeln können sie fehlen oder reduziert sein.

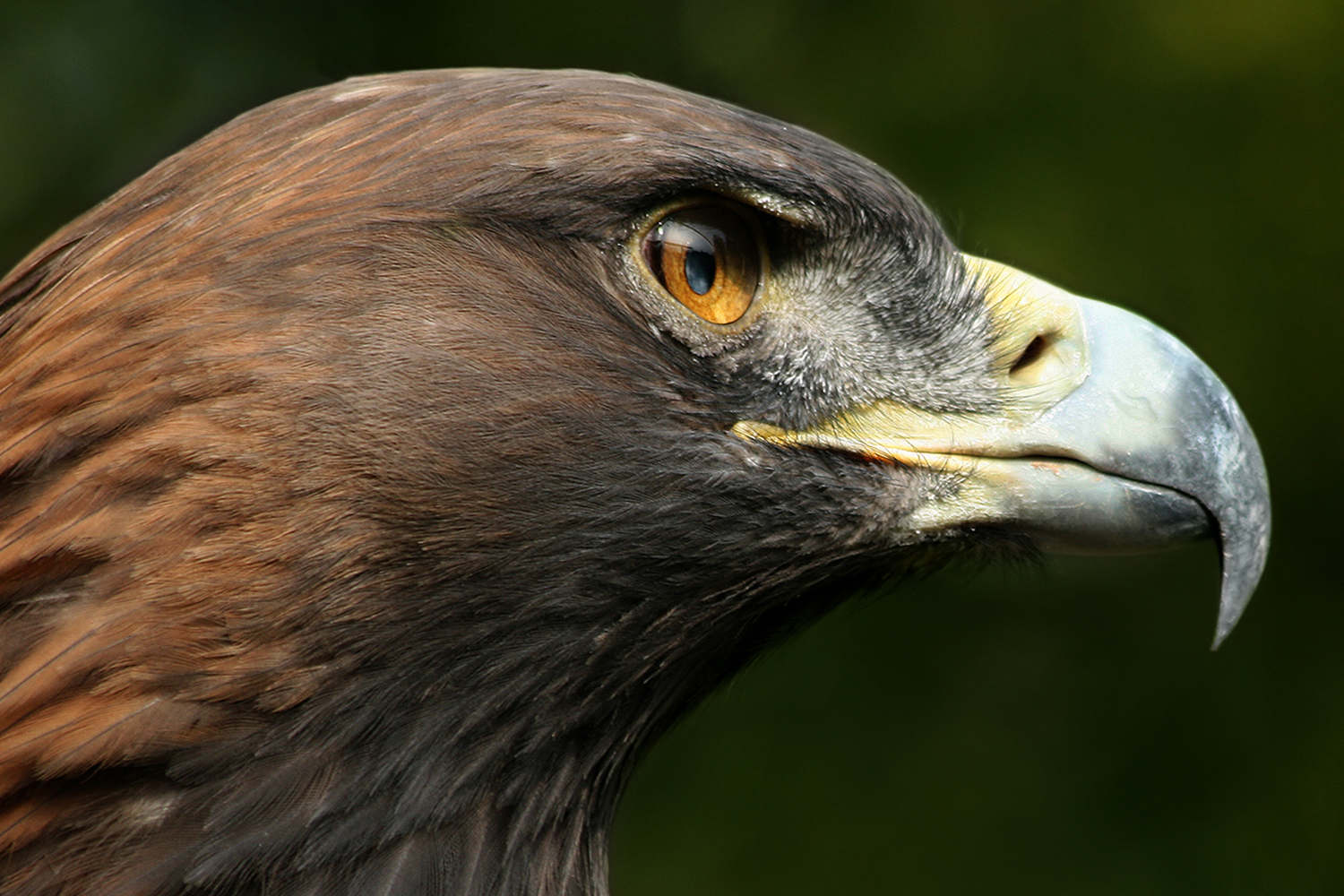
Blick auf die Ohrdecken eines Steinadlers
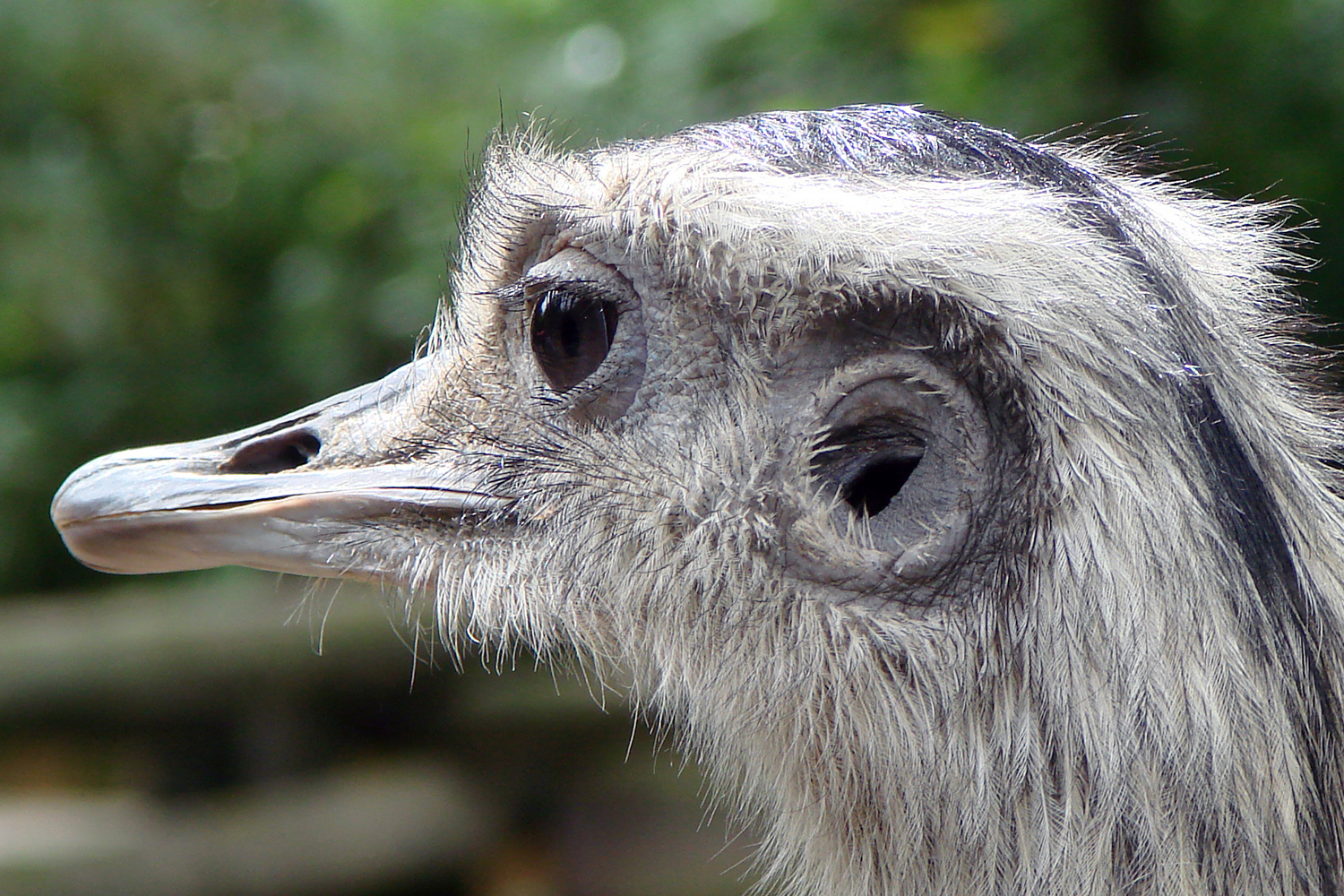
Zum Vergleich: das freiliegende Ohr eines Nandus
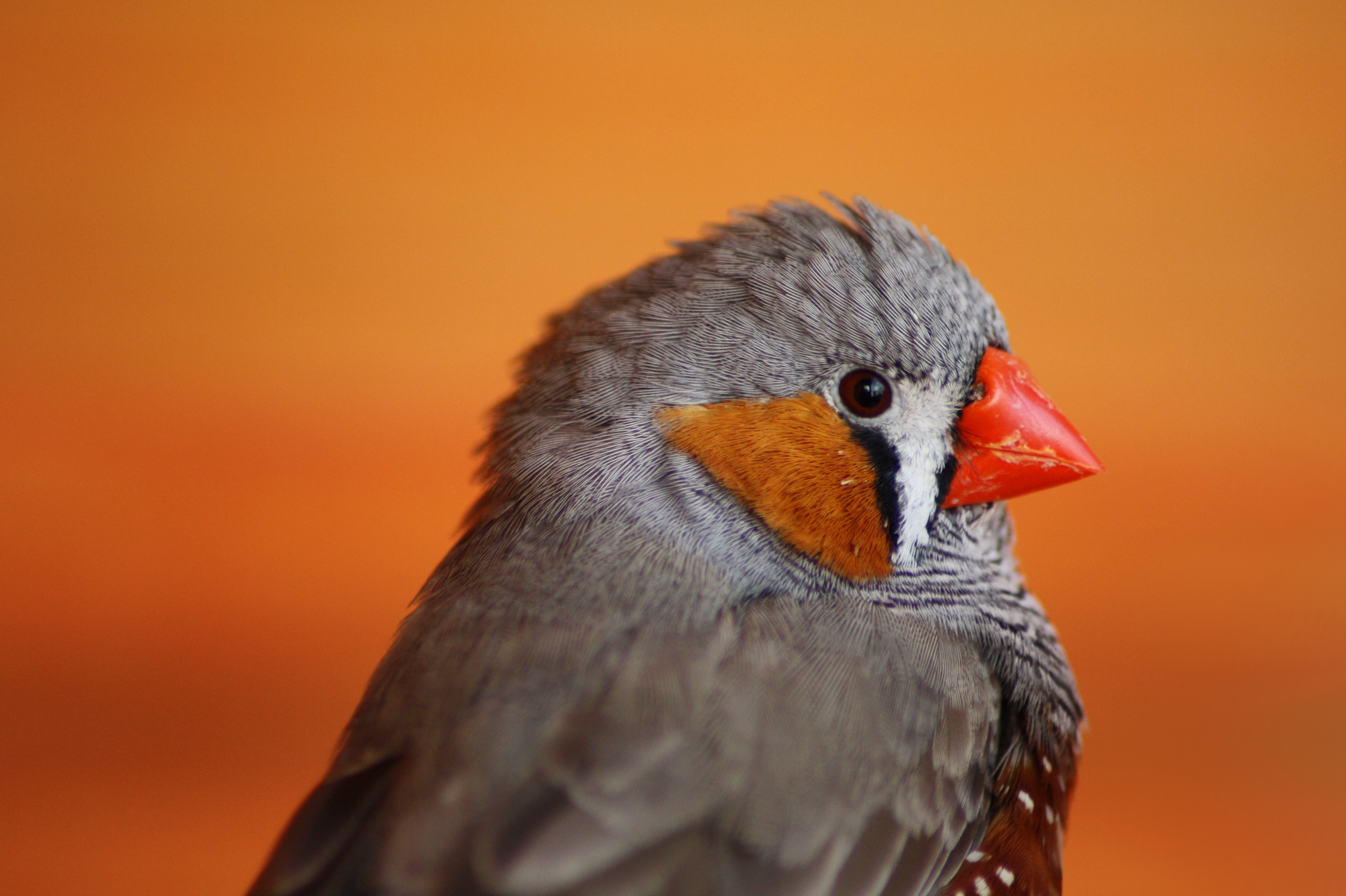
Orangebraune Ohrdecken bei einem Zebrafinken